# Yukio Motoki
Pour les articles homonymes, voir Motoki.

a Compétitions nationales et continentales officielles uniquement.

b Matchs officiels uniquement.
Dernière mise à jour le 24 janvier 2021.
Yukio Motoki (元木由記雄, Motoki Yukio), né le 27 août 1971 à Higashiōsaka (Japon), est un joueur de rugby à XV international japonais évoluant au poste de centre. Il a évolué avec le club des Kobelco Steelers en Top League pendant toute sa carrière professionnelle.

## Carrière

### En club
Yukio Motoki a commencé par évoluer en championnat japonais universitaire avec son club de l'université Meiji entre 1990 et 1994. Il remporte le championnat universitaire en 1991, 1992 et 1994 avec ce club.
Il rejoint en 1994 le club des Kobelco Steelers situé à Kobe avec qui il évolue en tournoi national des sociétés entre 1994 et 2003, puis en Top League entre 2003 et 2010. Lors de ses quinze saisons passées au club, il remporte le tournoi national des sociétés en 1995, 2000 et 2001, l'All Japan Championship en 2000 et 2001, ainsi que la Top League en 2004.
Il arrête sa carrière de joueur en 2010 et devient immédiatement le sélectionneur de l'équipe du Japon des moins de 20 ans pendant deux ans. Il devient ensuite l'entraîneur de l'équipe de l'université Meiji à partir de 2013. En 2019, il est ambassadeur pour la Coupe du monde disputée au Japon.

### En équipe nationale
Yukio Motoki est sélectionné pour la première fois avec l'équipe du Japon alors qu'il est encore un étudiant, et obtient sa première cape le 27 avril 1991 à l’occasion d’un match contre l'équipe des États-Unis,.
Avec les Brave Blossoms, il participe à quatre Coupes du monde en 1991, 1995, 1999 et 2003,. Il ne joue toutefois aucun match lors de l'édition 1991.
Il est longtemps le joueur le plus capé de la sélection japonaise, avec 79 sélections, avant de se faire dépasser par Hirotoki Onozawa en juin 2013.

## Palmarès

### En club
- Vainqueur du championnat universitaire japonais en 1991, 1992 et 1994.

- Vainqueur du tournoi national des sociétés en 1995, 2000 et 2001.
- Vainqueur de la Top League en 2000 et 2001.
- Vainqueur du All Japan Championship en 2004.

### En équipe nationale
- 79 sélections avec le Japon entre 1991 et 2005.
- 45 points (9 essais).

- Vainqueur du championnat d'Asie en 1992, 1994, 1996, 1998 et 2004.
- Participations aux Coupes du monde en 1991 (0 match), 1995 (3 matchs), 1999 (3 matchs) et 2003 (3 matchs).